# 大嵐車站
大嵐車站（日语：／ Ōzore eki */?）位於日本靜岡縣濱松市天龍區水窪町，為東海旅客鐵道（JR東海）所經營的鐵路車站，是JR東海飯田線沿線的無人車站。大嵐車站是屬於JR東海東海鐵道事業本部的直轄範圍內，並由中部天龍車站負責管理。

## 簡介
位置緊鄰靜岡縣與愛知縣縣界的大嵐車站，雖然站址是位在靜岡縣境內，但卻是舊富山村（2005年時已併入隔鄰的豐根村，是愛知縣北設樂郡下屬的行政區之一）的主車站，車站與富山村之間以橫跨在天龍川上的鷹巢橋連結。
大嵐車站設置在兩隧道間狹小的平地上，飯田線在車站南側（往豐橋方向）會進行一個非常大角度的轉彎並進入該鐵路線沿線最長的大原隧道（5,063公尺）。之所以會有如此配置，是因為大嵐車站的正南方是1955年建立的佐久間大壩（佐久間ダム）所在地，為了避開大壩設立後將會沒入水中的地帶（也就是今日的佐久間湖）飯田線在原線以東的平行位置設置了新線，並在佐久間車站處接回原路線。
大嵐車站在1997年時仿照東京車站（舊站體部分）建築風格所改建的新站房，曾在2002年時獲選進入中部車站百選（中部の駅百選）第四回的入選名單。

## 車站結構

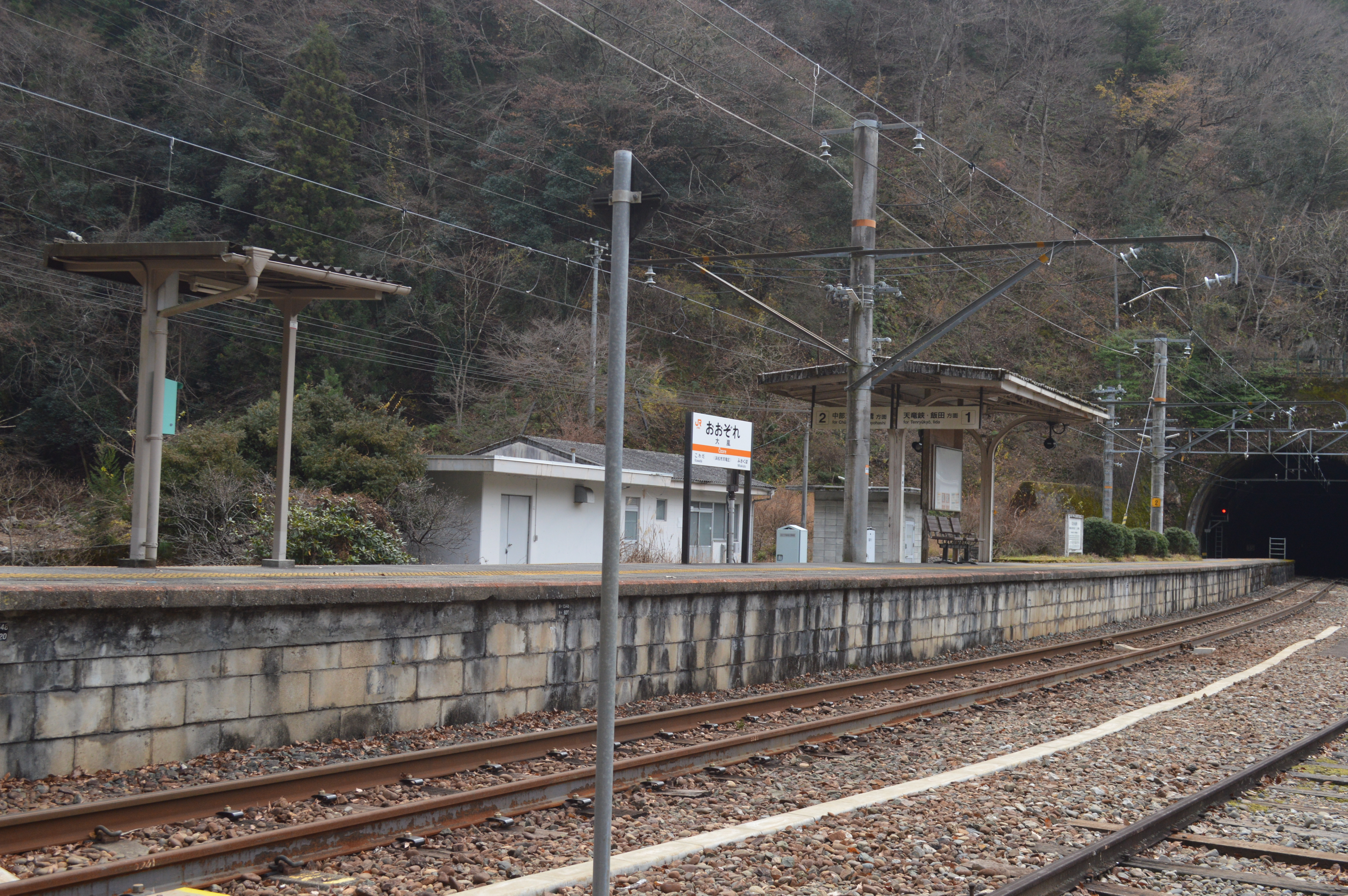
月台（2019年12月）

島式月台1面2線與設有側線的地面車站。近平岡方向設有附帶警報機的站內平交道。中部天龍站管理的無人站
舊富山村在飯田線紀念全線通車60周年時於1997年建設了一個模仿東京站的站舍。這個站舍名為「大家休息的地方」（みんなの休む処）。

### 月台配置
| 月台 | 路線   | 方向 | 目的地             |
| ---- | ------ | ---- | ------------------ |
| 1    | 飯田線 | 下行 | 天龍峽、飯田方向   |
| 2    | 飯田線 | 上行 | 中部天龍、豐橋方向 |

## 相鄰車站
東海旅客鐵道
 飯田線
■快速
通過
■普通
水窪－大嵐－小和田
※特急「伊那路」有時會臨時停靠。

### 曾經存在的路線
日本國有鐵道
飯田線（舊線）
白神－大嵐（－小和田）